# John Seale
John Seale, född 5 oktober 1942 i Warwick, Queensland, är en australisk filmfotograf. Seale belönades med en Oscar för filmen Den engelske patienten (1996).

## Filmografi (urval)
- 1983 – BMX-gänget slår till!
- 1985 – Vittne till mord
- 1988 – Rain Man
- 1988 – De dimhöljda bergens gorillor
- 1989 – Döda poeters sällskap
- 1993 – Firman
- 1995 – Presidenten och miss Wade
- 1996 – Den engelske patienten
- 1998 – Änglarnas stad
- 1999 – The Talented Mr. Ripley
- 2000 – Den perfekta stormen
- 2001 – Harry Potter och De vises sten
- 2003 – Åter till Cold Mountain
- 2010 – The Tourist
- 2015 – Mad Max: Fury Road